# Mesenopsis bryaxis
Mesenopsis bryaxis is een vlindersoort uit de familie van de prachtvlinders (Riodinidae), onderfamilie Riodininae.
Mesenopsis bryaxis werd in 1870 beschreven door Hewitson.